# Presa de Bugia
La Presa de Bugia va ser una expedició militar en la qual participaren les forces hispàniques amb la finalitat de prendre la ciutat nord-africana de Bugia a les tropes musulmanes.

## Antecedents
En la segona meitat del segle XIV el regne dels abdalwadites establert a Tlemcen es va debilitant a causa de les disputes familiars i es fragmenta: els emirs instal·lats a Orà i els hàfsides lluiten contra els sobirans de Tlemcen. A l'est, Bugia i Constantina (Algèria) es van independitzar del poder central de Tunis, els ports van formar petites repúbliques: Alger, Bône, Jijel, Dellys, etc. A les Terres Altes i al Sud, les confederacions tribals són independents de qualsevol poder central i es formen principats independents a la Cabília. Socioeconòmicament, el comerç s'ha aturat, la vida urbana ha disminuït i l'agricultura ha estat en decadència.
Els preparatius per a l'expedició es van iniciar l'agost de 1507 al retorn de Ferran el Catòlic de la seva estada a Nàpols, on va deposar Gonzalo Fernández de Córdoba.
Les dues poblacions es troben separades per una serra, a les faldes de la qual els defensors de la ciutat es van congregar, retirant-se davant l'atac espanyol, que a l'assalt van prendre l'alcassaba i les portes de la ciutat emmurallada, entrant, saquejant-i prenent nombrosos captius i assassinant gran quantitat de civils. L'expedició que anà a Orà, ocupà el 23 de juliol de 1508 el penyal de San Antonio. L'armada, composta per deu galeres i vuitanta embarcacions menors, salpà el 16 d'abril de 1509, i l'endemà ja arribaren a Mers el-Kebir, fortalesa ja conquerida 4 anys abans per l'almiral Ramon Folc de Cardona-Anglesola i el seu gran estol. S'apoderaren d'Orà i anaren a hivernar a les illes Balears, Formentera i Eivissa.
La següent expedició en que participà Pere Navarro fou la conquesta de Bugia, aprofitant la lluita dinàstica existent a la plaça a la mort del rei Abu-Abd-Al·lah IV entre Abu-Abd-Al·lah, fill del monarca mort, i el seu oncle Abu-Hammu, que havia pres el poder i empresonat al primer.

## Setge de Bugia
Salpant d'Eivissa amb 4.000 infants el dia 1 de gener de 1510, Pere Navarro arribarà el dia 4, on van fondejar quatre de les naus. Uns 10.000 homes es van instal·lar a la costa per evitar el desembarcament mentre la ciutat atacava els vaixells amb un centenar de peces d'artilleria mal servides, que no causaren danys, a diferència de l'artilleria naval, que va fer fugir la gent de la costa cap a les muntanyes. Navarro va desembarcar una part de les tropes, que encapçalades per Pedro Arias Dávila va entrar a la ciutat vella escalant els murs i una altra perseguir als hàfsides, que van entrar a la ciutat perseguits pels espanyols, però Abu-Hammu va tenir temps de fugir i establir un campament. Navarro va alliberar de la presó Abu-Abd-Al·lah, i amb reforços mallorquins, menorquins i sards Diego de Vera va atacar el campament, fent fugir de nou a Abu-Hammu, i sent perseguit en la retirada a la ciutat.

## Conseqüències
Pere Navarro rebé la submissió d'Alger el 31 de gener, i el 25 de juliol l'expedició anà a la conquesta de Trípoli, aprofitada pels hàfsides per atacar la ciutat, sent rebutjats per la guarnició de Pedro Arias Dávila. L'expedició acabà a Tunis on Pere sofrí una important derrota aquell mateix any a l'illa de Gerba, on arribà a perdre 4.000 homes, entre ells l'aragonès Joan Ramires d'Isuerre, el valencià Santàngel, Bivas de Dénia. Els següents infructuosos atacs van ser a Qerqenna i la persecució d'Abu-Hammu.
Finalment es va arribar a un pacte entre els dos pretendents en 1511, però Abu-Hammu va demanar suport a Oruç Reis per obtenir la protecció otomana.
El primer assalt dels germans Barbaroja fou el Setge de Bugia el 1512.